# Kate Worley
Kathleen Louise Worley (16 de marzo de 1958 - 6 de junio de 2004) fue una escritora de cómics estadounidense, autora de Omaha the Cat Dancer, una serie de cómics de animales antropomórficos sexualmente explícita sobre una estríper. Worley también fue música y escritora e intérprete del programa de radio de comedia de ciencia ficción Shockwave Radio Theater.

## Biografía
Worley nació en Belleville, Illinois, el 16 de marzo de 1958. Después de mudarse a Mineápolis, Minnesota en la década de 1970, se convirtió en una de las primeras contribuyentes del Shockwave Radio Theater allí. 
Mientras estaba en proceso de divorcio de su marido, ella y el dibujante y músico Reed Waller comenzaron una relación romántica y profesional. Al mudarse juntos, escribieron canciones y actuaron, tanto como dúo como con bandas locales, además de ser figuras populares en Minicon y otras convenciones de ciencia ficción.
A mediados de la década de 1980, Waller y Worley comenzaron a colaborar en Omaha the Cat Dancer, que se había originado como una tira de Waller en el fanzine local Vootie, antes de evolucionar a una serie de cómics distribuida a nivel nacional publicada por Kitchen Sink Press. A las cuatro páginas del número 2, Waller sufrió un bloqueo de escritor y Worley ofreció "algunas sugerencias tentativas sobre direcciones para la historia, nuevos personajes, cualquier cosa que se le ocurriera que pudiera ayudar..." Por invitación suya, se convirtió en la escritora de la serie, mejorando su caracterización y sus temas. En 1988, Waller los identificó a ambos como bisexuales en la columna de cartas de la serie. 
Omaha entró en una pausa cuando Worley y Waller resultaron heridos en un accidente automovilístico; esta pausa se prolongó mucho más cuando tuvieron una separación agria, lo que dificultó sus intentos de trabajar juntos. Durante este tiempo, Worley escribió cómics para varias editoriales, entre ellas Mulkon Empire para Tekno Comix, The Real Adventures of Jonny Quest para Dark Horse, Roger Rabbit para Disney y un número anual "Year One" de Wonder Woman.  Se casó con el escritor de cómics Jim Vance, con quien se mudó a Tulsa, Oklahoma, y tuvo un hijo y una hija.
En 2002, ella y Waller llegaron a un acuerdo con Fantagraphics para reimprimir Omaha con 100 páginas adicionales. Sin embargo, le diagnosticaron cáncer y murió el 6 de junio de 2004. Vance y Waller luego completarían juntos la serie Omaha, basándose en notas dejadas por Worley.